# 173117 Promachus
173117 Promachus este o planetă minoră (asteroid), cu un diametru de 13,179 km, din Asteroid troian al lui Jupiter. A fost descoperită pe 24 septembrie 1973 la Observatorul Palomar de Cornelis Johannes van Houten. 
Obiectul prezintă o orbită caracterizată de o semiaxă mare de 5,1771540513237 UAi, o excentricitate de 0,121, o înclinație de 7,8 ° în raport cu ecliptica.